# Campeonato de Escocia de Rugby 1980-81
El Campeonato de Escocia de Rugby (Scotland Division 1) de 1980-81 fue la octava edición del principal torneo de rugby de Escocia.

## Sistema de disputa
El torneo se disputó en formato de todos contra todos en la que cada equipo enfrentó a cada uno de sus rivales.
El equipo que al finalizar el torneo obtuviera mayor cantidad de puntos, se coronó como campeón del torneo, mientras que los dos últimos descendieron directamente a la División 2.
Puntuación
Para ordenar a los equipos en la tabla de posiciones se los puntuará según los resultados obtenidos.
- 2 puntos por victoria.
- 1 puntos por empate.
- 0 puntos por derrota.

## Clasificación
| Pos. | Equipo             | Encuentros | Encuentros | Encuentros | Encuentros | Tantos | Tantos | Tantos | Puntos |
| Pos. | Equipo             | PJ         | PG         | PE         | PP         | F      | C      | Dif    | Puntos |
| ---- | ------------------ | ---------- | ---------- | ---------- | ---------- | ------ | ------ | ------ | ------ |
| 1.º  | Gala RFC           | 11         | 11         | 0          | 0          | 237    | 56     | +181   | 22     |
| 2.º  | Heriot's FP        | 11         | 10         | 0          | 1          | 209    | 103    | +106   | 20     |
| 3.º  | Hawick RFC         | 11         | 6          | 1          | 4          | 248    | 117    | +131   | 13     |
| 4.º  | West of Scotland   | 11         | 6          | 1          | 4          | 167    | 110    | +57    | 13     |
| 5.º  | Boroughmuir RFC    | 11         | 6          | 1          | 4          | 121    | 142    | -21    | 13     |
| 6.º  | Gordonians         | 11         | 5          | 1          | 5          | 198    | 165    | +33    | 11     |
| 7.º  | Stewart's Melville | 11         | 4          | 2          | 5          | 121    | 122    | -1     | 10     |
| 8.º  | Watsonians         | 11         | 5          | 0          | 6          | 79     | 149    | -70    | 10     |
| 9.º  | Kelso RFC          | 11         | 4          | 1          | 6          | 153    | 140    | +13    | 9      |
| 10.º | Melrose RFC        | 11         | 3          | 1          | 7          | 98     | 155    | -57    | 7      |
| 11.º | Kilmarnock         | 11         | 1          | 2          | 8          | 77     | 120    | -43    | 4      |
| 12.º | Langholm           | 11         | 0          | 0          | 11         | 39     | 286    | -47    | 0      |

|  | Campeón.                    |
|  | Descendido a la División 2. |

| Bandera de Escocia |
| Campeón Gala RFC   |
| Segundo título     |